# چیل وو قهرمان
چیل وو قهرمان (انگلیسی: Strongest Chil Woo; کره‌ای: 최강칠우) یک مجموعه تلویزیونی کره جنوبی سال ۲۰۰۸ است. قهرمان این مجموعه شبیه به یک زورو در دوران چوسان است. این مجموعه آخرین اثر بازیگر لی اون است که در ۲۱ اوت ۲۰۰۸ در یک تصادف موتور سیکلت فوت کرد.

## بازیگران

### اصلی
- اریک مون در نقش چیل وو
  - چو سو هان در نقش جوانی چیل وو
- کو هه سون در نقش یون سو یون
  - لی هان نا در نقش جوانی سو یون
- یو آه-این در نقش هوک سان
  - کو بون سونگ در نقش جوانی هوک سان
- جون نو-مین در نقش مین سونگ گوک
- لی اون در نقش جاجا
- ایم ها ریونگ در نقش چوی نام دوک
- سونگ ها-یون در نقش یون دو